# 뷰익 아비스타
뷰익 아비스타(영어: Buick Avista)는 2016년 1월 10일 2016 북미 국제 오토쇼에서 처음으로 공개된 뷰익이 제작한 2도어, 2+2인승 하드탑 쿠페이다.